# Élections législatives biélorusses de 2024
Les élections législatives biélorusses de 2024 ont lieu le 25 février 2024 afin de renouveler les 110 membres de la Chambre des représentants de Biélorussie. Des élections municipales ont lieu simultanément.
Elles interviennent sous le gouvernement autoritaire du président Alexandre Loukachenko, dont la répression à l'égard de l'opposition s'est accentuée après les manifestations de grande ampleur ayant suivi sa réélection controversée en 2020. Le scrutin intervient également dans le contexte de l'invasion de l'Ukraine par la Russie en février 2022, au cours de laquelle Alexandre Loukachenko, proche allié du président Vladimir Poutine, permet aux troupes russes de passer par le territoire biélorusse, sans toutefois engager ses propres forces armées.
Pour la première fois, les soutiens d'Alexandre Loukachenko se présentent directement sous l'étiquette du parti Belaïa Rous', et non sous l'étiquette d'indépendants comme lors des précédents scrutins. Le nouveau parti présidentiel arrive largement en tête, au sein d'une assemblée composée intégralement de partis ou d'indépendants favorables au pouvoir.

## Contexte

### Gouvernement autoritaire d'Alexandre Loukachenko

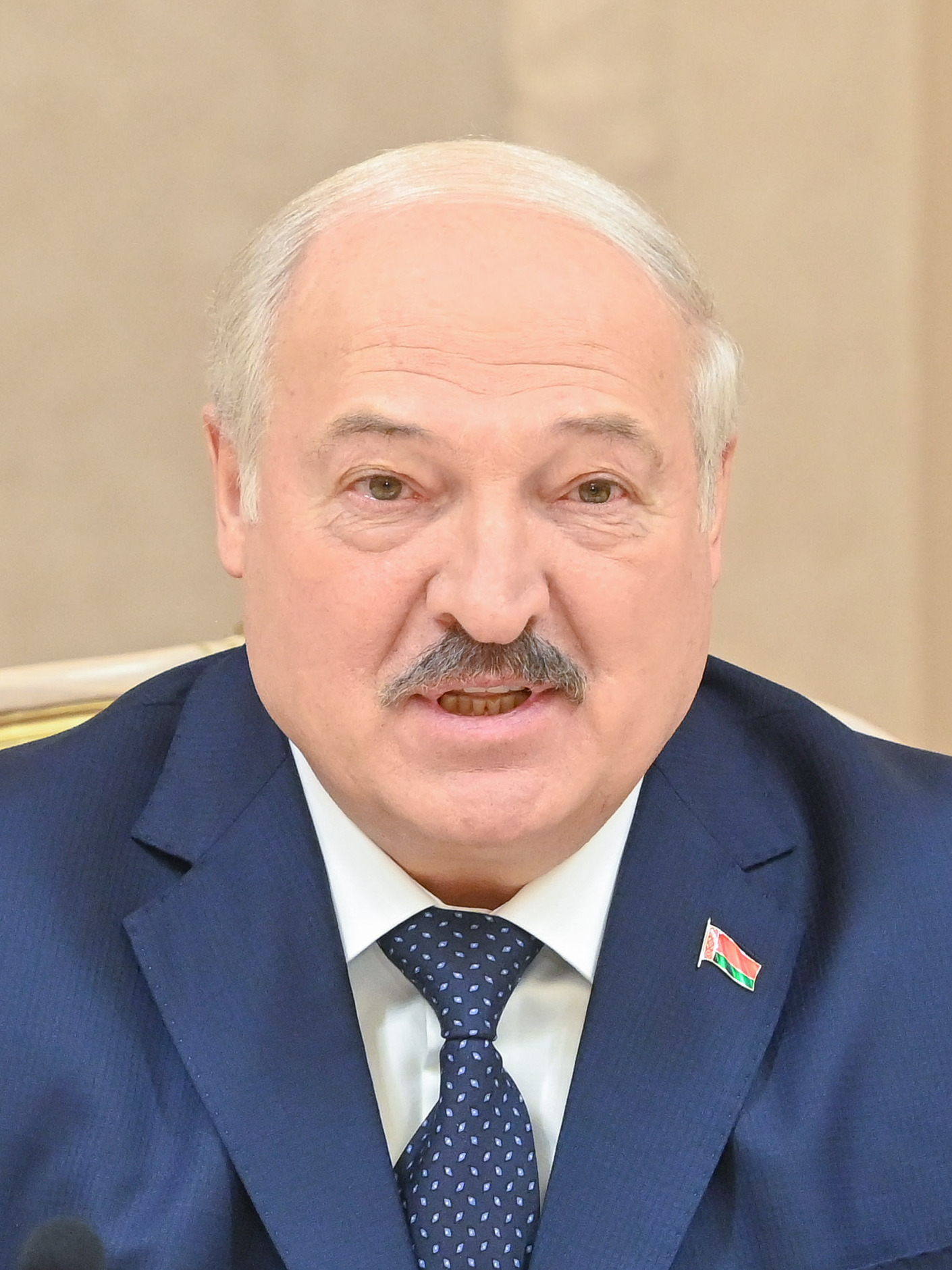
Alexandre Loukachenko

Vainqueur de l'élection présidentielle de 1994, la première depuis l'indépendance du pays trois ans plus tôt, Alexandre Loukachenko met rapidement en place un régime autoritaire qui le voit réélu à cinq reprises en 2001, 2006, 2010, 2015 et 2020, dans un contexte de répression de l'opposition et de scrutins jugés non libres,. Loukachenko est par conséquent régulièrement qualifié de « dernier dictateur d'Europe »,. 
Le gouvernement est fortement critiqué pour ses violations des droits humains relatifs à la liberté d'expression et à l'indépendance des journalistes. La liberté d'association et de réunion est confrontée à la persécution des organisations non gouvernementales, l'interdiction et la répression sévère des manifestations au travers de lois justifiant des délits d'opinion, et le recours aux forces armées pour réprimer les manifestants. Le gouvernement est également accusé de pratiquer la torture et d'autres mauvais traitements. Sur le plan judiciaire, il est accusé d'organiser des procès inéquitables favorisant la répression des dissidences, l'éloignement des opposants politiques et des défenseurs des droits humains. La Biélorussie est par ailleurs le dernier pays d'Europe avec la Russie à ne pas avoir aboli la peine de mort, et la dernière à l'appliquer.
Le caractère non démocratique du régime s'exprime à travers les élections, dont aucune n'a jamais été jugée conforme aux standards internationaux par l'Organisation pour la sécurité et la coopération en Europe (OSCE) sous la présidence d'Alexandre Loukachenko. Le Conseil de l'Europe exclut la Biélorussie de l'adhésion depuis 1997 en raison de l'organisation non démocratique des élections, systématiquement entachées d'irrégularités. Les précédentes élections législatives de novembre 2019 voient ainsi les partisans du gouvernement remporter l’intégralité des sièges, officiellement en tant qu'indépendants ou de partis pro-gouvernementaux, l'opposition ayant été en grande partie empêchée de concourir dans un contexte de fraude massives,. Depuis l'arrivée de Loukachenko au pouvoir en 1996, l'élection d'un député d'opposition à la Chambre des représentants n'est intervenue qu'une seule fois, en 2016.

### Réélection controversée en 2020

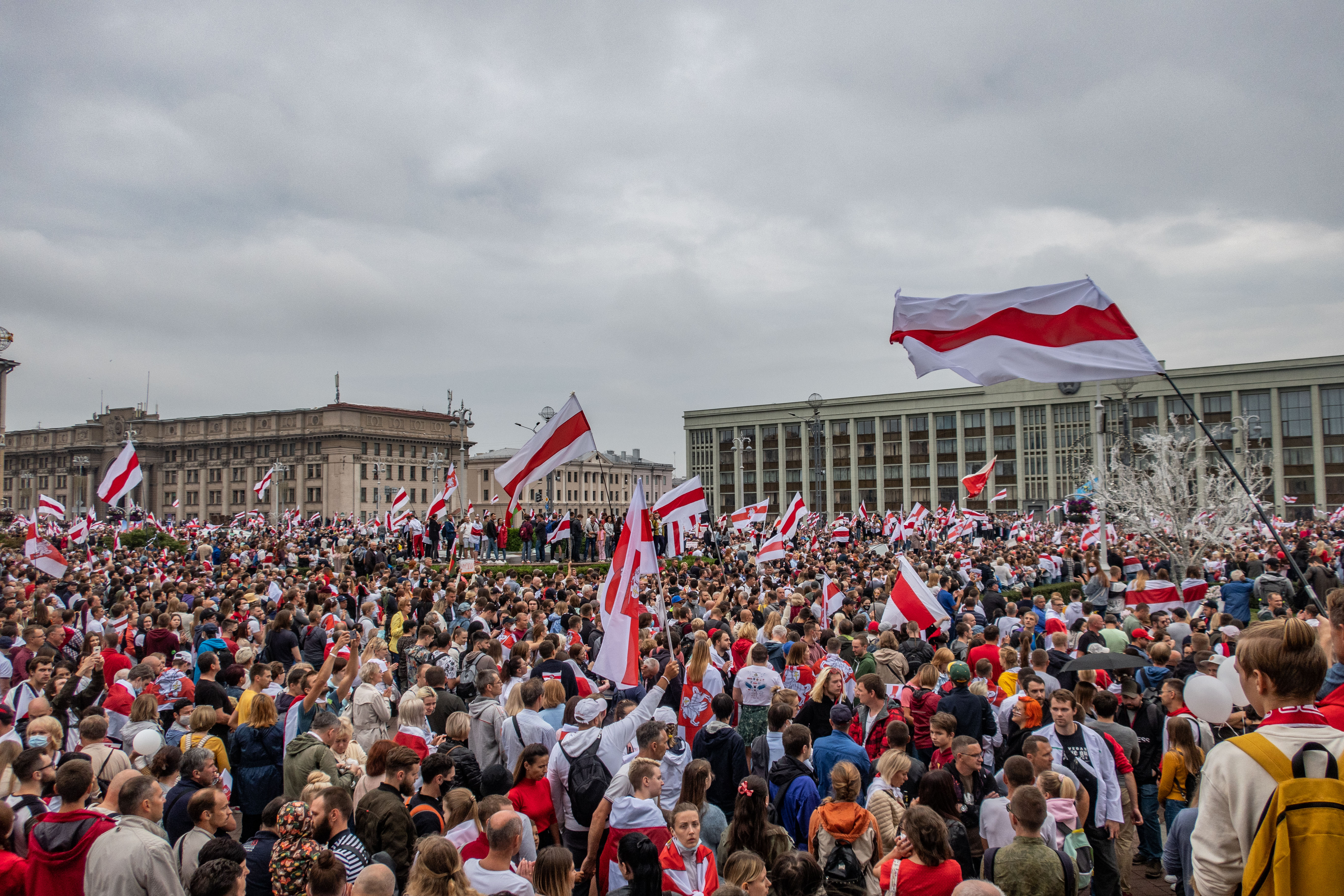
Manifestations le 23 aout 2020 à Minsk

Ancien drapeau biélorusse, devenu un symbole de l'opposition

Candidat à sa réélection pour un sixième mandat, Loukachenko remporte l'élection présidentielle de 2020 dès le premier tour avec plus de 80 % des voix. Organisée de manière « ni libre, ni équitable » selon l'Union européenne, cette réélection est rapidement accusée d'être le fruit d'une fraude électorale tandis que la principale opposante du président sortant, Svetlana Tikhanovskaïa, revendique la victoire. L'annonce des résultats par les autorités provoque d'importantes manifestations le soir du scrutin,. Des affrontements entre les manifestants et la police anti-émeute éclatent à Minsk, causant plusieurs blessés, la police reconnaissant notamment procéder à des tirs à balles réelles. 
Les manifestations de grande ampleur qui s'ensuivent pendant plusieurs mois sont sévèrement réprimées par le gouvernement, causant plusieurs morts. Elles échouent cependant à provoquer la chute du gouvernement, qui contraint Svetlana Tikhanovskaïa à l'exil et redouble de procédés de répression de ses opposants. Confronté aux démonstrations populaires, le gouvernement réagit ainsi en multipliant les arrestations arbitraires, en accroissant la surveillance généralisée de la population, et en pratiquant une propagande jugée « orwellienne ». Les évènements de 2020 finissent par ailleurs de détériorer les relations entre la Biélorussie et l'Union européenne.
Tandis qu'il fait voter pour lui et ses proches une immunité à vie contre toute poursuite judiciaire, et restreint les futures candidatures à la présidence aux citoyens ayant résidé les vingt dernières années en Biélorussie afin d'exclure les dirigeants de l'opposition en exil, Alexandre Loukachenko fait interdire par la Cour suprême la plupart des partis au cours de l'année 2023. Sur seize partis officiellement enregistrés, seuls quatre subsistent ainsi en 2024, dont le parti Belaïa Rous',. Enregistré le 18 mars 2023, celui-ci réunit finalement les partisans du gouvernement, jusqu'alors pour la plupart officiellement indépendants. Le nouveau parti présidentiel n'a pour concurrent que trois partis pro-gouvernementaux, le Parti communiste de Biélorussie, le Parti républicain du travail et de la justice, et le Parti libéral-démocrate de Biélorussie, ce dernier faisant office d'opposition contrôlée.
La réforme électorale de 2023 comprend également la fermeture des bureaux de vote à l'étranger, empêchant de fait la diaspora de participer au vote à moins de revenir au pays, ainsi que l'interdiction de photographier son bulletin de vote, une pratique utilisée par les opposants pour mettre en lumière les fraudes électorales. Le quorum de participation de 50 % des inscrits nécessaire pour valider la victoire d'un candidat dans sa circonscription est également supprimé.

### Invasion de l'Ukraine par la Russie
Alors qu'il pratiquait jusqu'alors une politique de jeu d'équilibre entre l'Union européenne et la Russie, Alexandre Loukachenko rompt définitivement avec la première après l'élection de 2020 et les manifestations qui se sont ensuivies. Les liens resserrés de la Biélorussie avec le régime autoritaire du président russe Vladimir Poutine se manifestent ainsi lors de l'invasion de l'Ukraine par la Russie en février 2022, au cours de laquelle Alexandre Loukachenko permet aux troupes russes de passer par le territoire biélorusse, sans toutefois engager ses propres forces armées. Cette dépendance croissante envers le Kremlin, qualifiée de « vassalisation », amène le gouvernement biélorusse à accepter en mars 2023 l'installation sur son territoire d'ogives nucléaires de l'arsenal russe, malgré l'opposition de près des trois-quarts de la population.

## Système électoral

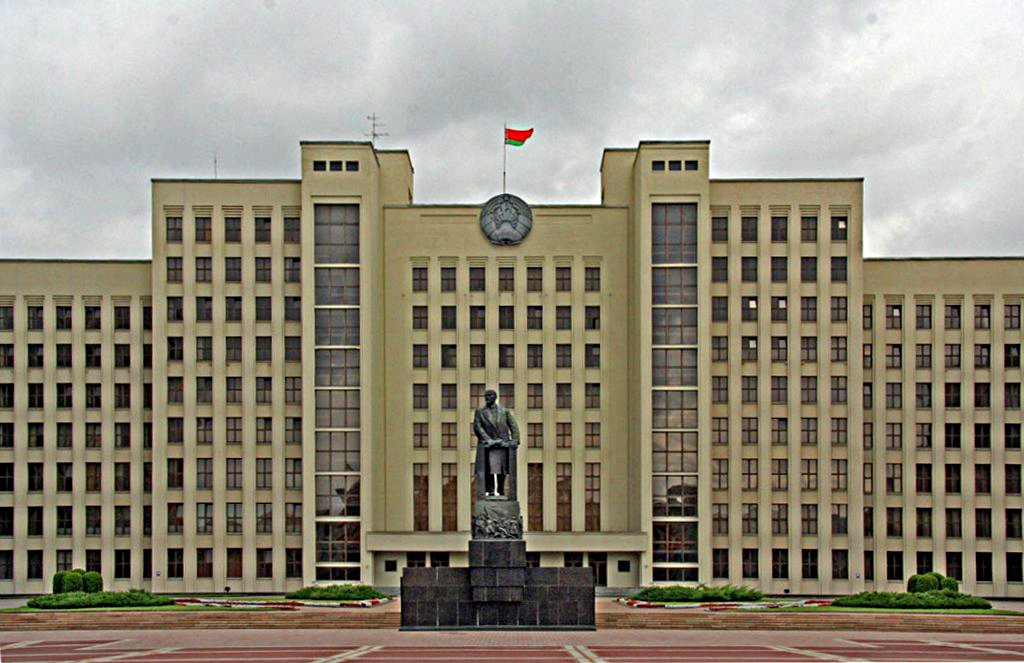
La Maison du gouvernement, siège de la Chambre des représentants à Minsk.

La Chambre des représentants est la chambre basse  de l'Assemblée nationale, le parlement bicaméral de la Biélorussie. Elle est composée de 110 sièges pourvus pour quatre ans au scrutin uninominal majoritaire à un tour dans autant de circonscriptions. Un âge minimum de vingt et un ans est requis pour se porter candidat.
La loi électorale prend cependant en compte une forme supplémentaire de vote blanc, les électeurs ayant la possibilité de voter « Aucun d'entre eux », un choix comptabilisé dans les votes valides. En cas de candidature unique dans une circonscription, le candidat doit par conséquent recueillir plus de voix que de votes blancs, à défaut de quoi le scrutin est invalidé dans la circonscription, et repris de zéro. Jusqu'aux élections de 2024, le scrutin était également invalidé si le taux de participation était inférieur à 50 % des inscrits dans la circonscription,.

## Résultats
Les résultats complets sont attendus pour le 1er mars. 
|                        |                                                    |           |       |     |        |               |  |  |  |
| Partis                 | Partis                                             | Voix      | %     | +/– | Sièges | +/–           |  |  |  |
|                        | Belaïa Rous'                                       |           |       | Nv  | 51     | 51            |  |  |  |
|                        | Parti républicain du travail et de la justice (en) |           |       |     | 8      | 2             |  |  |  |
|                        | Parti communiste de Biélorussie                    |           |       |     | 7      | 4             |  |  |  |
|                        | Parti libéral-démocrate                            |           |       |     | 4      | 3             |  |  |  |
|                        | Indépendants                                       |           |       |     | 40     | 49            |  |  |  |
|                        | « Aucun d'entre eux »                              |           |       |     |        |               |  |  |  |
|                        |                                                    |           |       |     |        |               |  |  |  |
| Suffrages exprimés     |                                                    |           |       |     |        |               |  |  |  |
| Votes blancs et nuls   |                                                    |           |       |     |        |               |  |  |  |
| Total                  | Total                                              | 5 055 345 | 100   | –   | 110    | en stagnation |  |  |  |
| Abstentions            | Abstentions                                        | 1 856 637 | 26,86 |     |        |               |  |  |  |
| Inscrits/participation | Inscrits/participation                             | 6 911 982 | 73,14 |     |        |               |  |  |  |

## Analyse et conséquences
Le gouvernement d'Alexandre Loukachenko sort renforcé du scrutin, dominé par sa nouvelle formation politique, Belaïa Rous', et une poignée de candidats et de partis encore autorisés qui rivalisent de preuves de loyauté envers le pouvoir. Qualifiées de « farce » et de « simulacre » d'élections par l'opposition, toujours soumise à une intense répression avec entre 10 et 15 personnes arrêtées chaque jour, les législatives sont suivies le soir même de l'annonce par Loukachenko de sa candidature à l'élection présidentielle de 2025,,,.